# Croton subdioecus
Croton subdioecus är en törelväxtart som beskrevs av Karl Moritz Schumann. Croton subdioecus ingår i släktet Croton och familjen törelväxter. Inga underarter finns listade i Catalogue of Life.